# Тхотхунг

Тхотхунг (тайск. ถุง, тхунг — «сумка») — тхо, 22-я буква тайского алфавита, по произношению идентична букве тхотхан, используется чаще. В качестве инициали слога по стилю тонирования относится к аксонсунг (верхний класс), как финаль относится к матре мекот (в финали закрытого слога произносится как «Т»). В лаосском алфавите соответствует 11-й букве тхотхонг (сумка). В сингальском пали соответствует букве махапрана таянна, в бирманском пали соответствует букве тхасхинду.
Ваййакон (грамматика)
- Тхэу — лаксананам, счётное слово для рядов, шеренг и пр.